# DB 103 sorozat
A DB 103 sorozat a Deutsche Bundesbahn (DB) részére az 1960-as években kifejlesztett, nagysebességű villamosmozdony-sorozat.

## A prototípusok
A DB az 1960-as évek elején a villamosított vonalakon megkezdte az előkészületeket a vonatok sebességének további növelésére. A célkitűzés a menetrend szerinti 200 km/h sebesség elérése volt, ehhez azonban új típusú villamos mozdonyokra volt szükség. 1965 elején elkészült az első 4 mozdony E03 001-E03 004 számokon a Henschel mozdonygyárban. A Münchenben rendezett 1965. évi első Nemzetközi Közlekedési Kiállításon (IVA) mutatták be a 103-as (akkor még E03-as) típusú mozdonyának első példányát. Az eddig elkészült 4 mozdonyból 3 a München-Augsburg vonalon különvonatokat továbbított helyenként 200 km/h sebességgel, míg az E03 003 mozdony vontatómotorok nélkül ki volt állítva a kiállításon.

## A szériagyártás
Az IVA-különmenetek és a mérések tapasztalatai alapján kissé áttervezték a mozdonyt (transzformátor megerősítése, szellőzés átalakítása, vontatómotorok szigetelésének növelése) és 1970. május 27-én elkészült az első szériamozdony 103 109 számon. 1973-ig 145 db szériamozdony épült. Az utolsó 30 db mozdonynál a mozdony hosszát 70 centiméterrel megnövelték, hogy a vezetőfülkék kényelmesebbek legyenek.

## Alkalmazás
1971-ben megindult a 200 km/h sebességű InterCity-közlekedés Németországban, eleinte csak 1. osztályú kocsikkal. A 103-as sorozatot itt vetették be először. 1979-től az IC-vonatok már 1. és 2. osztályú kocsikkal, étkezőkocsival, sok szakaszon 200 km/h-val közlekedtek, és a következő években a 103-as mozdonyok méltán lettek egy új modern vasút szimbólumai. Havi futásteljesítményük nemritkán meghaladta a 40 000 km-t, de a 103 157 elérte 1972 júliusában az 51 251 km-t 31 nap alatt.

## Forgalomból kivonás
Főleg a nehéz, 10-14 kocsis vonatok folyamatos nagysebességű vontatása miatt a 103-as sorozat az 1990-es évek elejére erősen elhasználódott. A repedések, fokozatkapcsoló-javítások költségessége miatt 1996-tól elkezdődött a leváltó DB 101 sorozat gyártása, így 2003-ra az összes 103-as mozdonyt kivonták a menetrendi forgalomból. Négy darab azonban üzemképes a mai napig (103 184, 103 222, 103 235, 103 245). A sorozat népszerűségét jelzi, hogy ezeken felül is 13 db 103-ast megmentettek a lángvágó elől.

## Érdekességek
- Egy 103-as mozdony vontatott először menetrend szerinti 200 km/h sebességgel gyorsvonatot Európában, 1965-ben, München és Augsburg között.
- A 103-as sorozat a valaha épített legerősebb hagyományos villamosmozdony a 10 400 kW (14 140 LE) teljesítményével.
- 1985. június 14-én a 103 118-6 mozdony elérte a 283 km/h sebességet egy próbameneten, a beszámoló szerint kitűnő futásminőséggel.
- A 103-as sorozat volt a legnagyobb futásteljesítményű sorozat Németországban, gyakran havi 50 000 km feletti futásteljesítménnyel.

## Működőképes mozdonyok

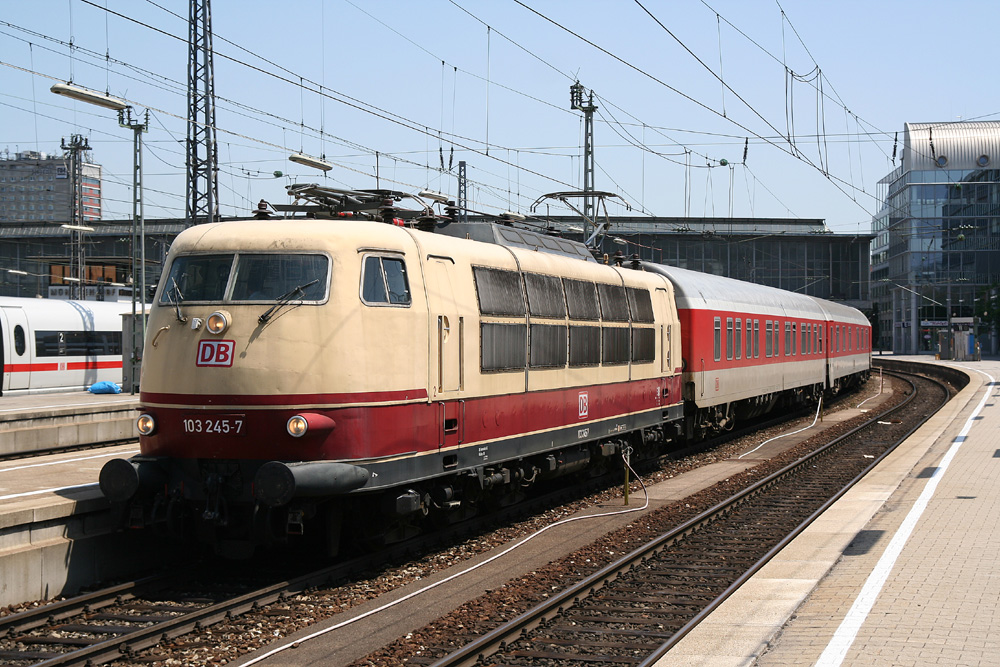
A 103 245 egy AutoZug vonattal 2007-ben Münchenben

- 103 184-8 az egyetlen aktív rövid 103-as, 2002 januárban visszakapta a vörös-bézs festést és a régi Deutsche Bundesbahn emblémát, svájci üzemre is alkalmas (egyik áramszedője alkalmas a svájci felsővezeték-rendszerhez), a muzeális TEE-vonattal egész Németországban közlekedik
- 103 222-6 a DB Systemtechnik keretében a mindeni kísérleti intézet alkalmazásában, 280 km/h sebességű, próba- és kísérleti meneteket végez
- 103 235-8 a DB-múzeum mozdonya, a 103 184-gyel együtt közlekedik egész Németországban
- 103 245-7 mint az utolsónak épült 103-as, a DB Fernverkehr mozdonya Münchenben, üzemképes, és menetrend szerinti vonatokkal közlekedik

## Megőrzött mozdonyok
- E03 001 mint az utolsó üzemképes prototípust, 2006. november 10-én a Koblenz-Lützel-i DB-múzeumban helyezték el.
- 103 002-2 optikailag felújítva egy magánszemély tulajdona (egykori E03 002)[1]
- 103 004-8 hosszú ideje Lichtenfels-ben van, 2006 őszén optikai felújítása megkezdődik
- 103 101-2 Darmstadt-Kranichstein-i múzeumnak kölcsönadva, helyben meglátogatható[2]
- 103 113-7 a Koblenz-Lützel-i DB-múzeumban kiállítva[3]
- 103 132-7 leállítva Münchenben, alkatrészbázis a 103 235 és 103 245 mozdonyokhoz
- 103 136-8 BEM Nördlingen múzeumnak kölcsönadva, optikai felújítása következik
- 103 167-3 Freilassingban a Lokwelt Freilassingban megőrizve[4]
- 103 197-0 2003-ban egy kölni magánszemélynek eladták, Köln-Bickendorf városrészben van elhelyezve, korábban konferenciahelyiségnek használták, emiatt erősen átalakították az opladeni főműhelyben
- 103 220-0 a "paradicsommadár", színes festése miatt így hívták, 2003 óta Neustadt an der Weinstraße városban van kiállítva.[5]
- 103 224-2 a Neuenmarkt-Wirsberg-i gőzmozdonymúzeumban van elhelyezve[6]
- 103 226-7 elhelyezve a club103 szervezetnél Siegenben.[7]
- 103 233-3 a Koblenz-Lützel-i DB-múzeumban van a 103 113-mal együtt.[3]

## Festési variációk

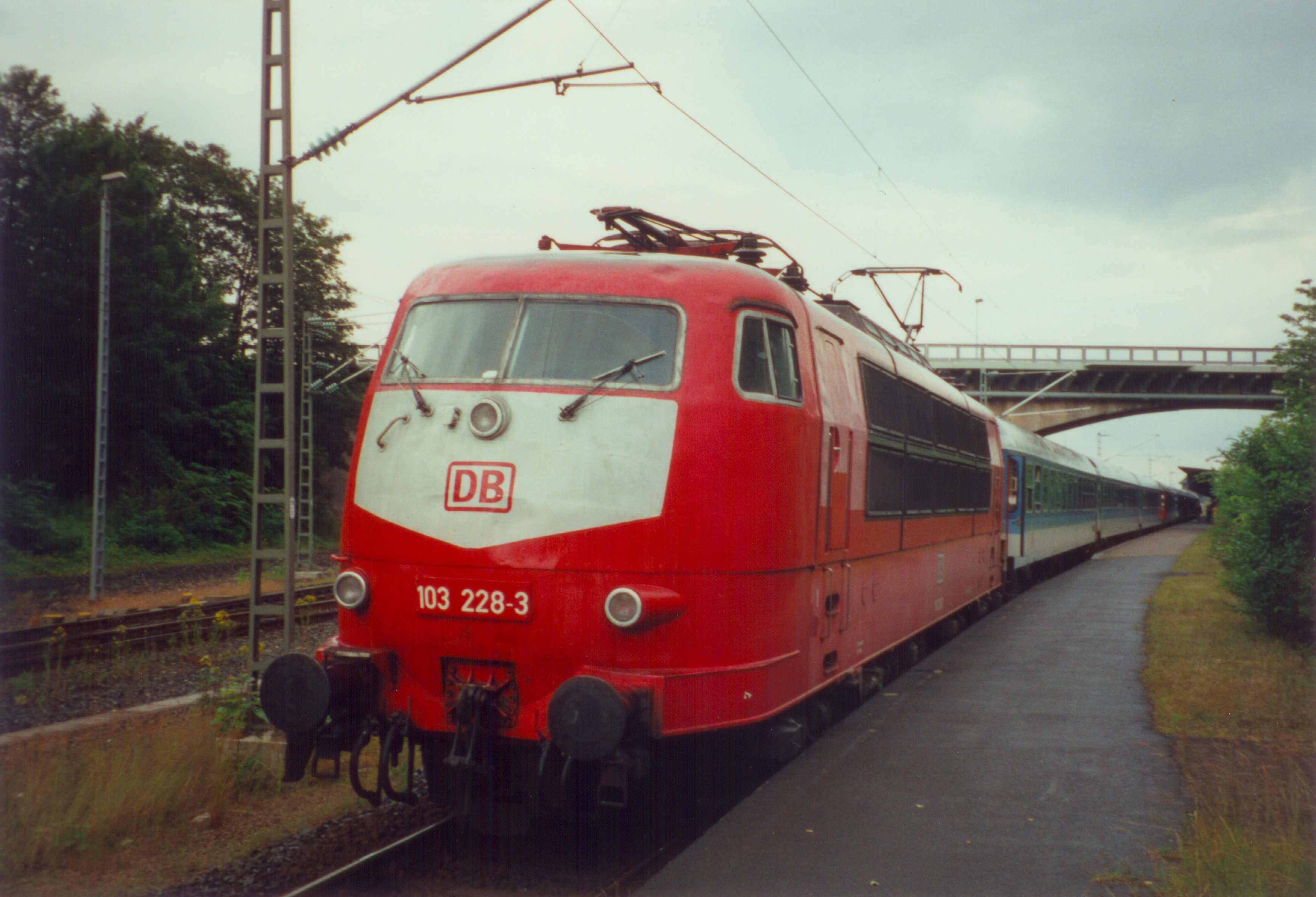
A 103 228-3 1998-ban Flensburgban

A 103-asok eredeti festése borvörös-bézs volt, szürke főkerettel (Trans-Europ-Express festés), később pedig borvörös főkerettel. A 103 109 mozdony a szellőzőrácsok körül is szürke volt, kísérletképpen. Eredetileg valamennyi mozdony egy fekete fém DB-emblémát hordott a homlokfala közepén, ezt később kiváltották egy felragasztott vörös emblémával.
Az új DB-színterv alapján az 1990-es évek elejétől lassan valamennyi mozdony vörös színű lett, homlokfalon fehér figyelemfelkeltő résszel.
A Lufthansa Airport Express vonatoknál használt 103 101 mozdony 1991 májusában megkapta a Lufthansa hivatalos színeit, a kocsikkal együtt sárga-fehér festésű lett. Elejére eleinte egy Lufthansa-emblémát kapott, majd logó nélkül közlekedett. 1993. május 31-től a szolgáltatás megszűntével a mozdonyt vörösre festették át.

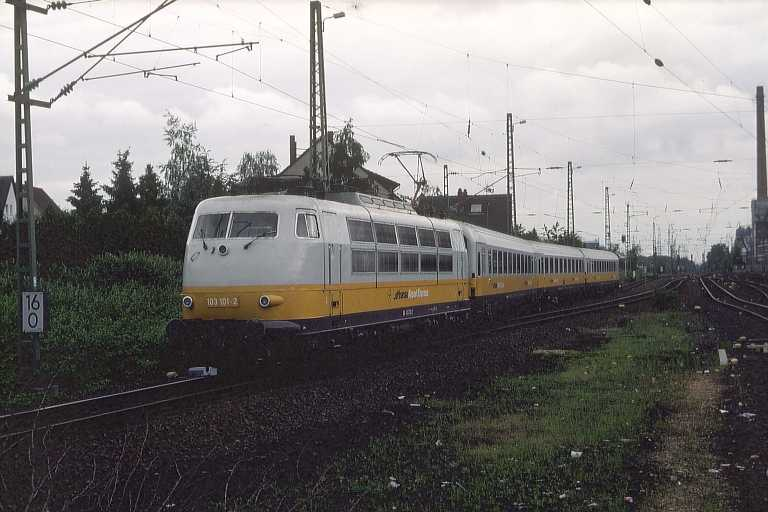
A 103 101 Lufthansa-festésben 1993-ban

A 103 220-0 mozdonyt a DB Touristik vonathoz passzolóan zafírkék, lombzöld, sárga, sötétkék és fehér színekből álló egyedi színezéssel látták el, melyek a vizet, földet és a levegőt szimbolizálták. A mozdonyt emiatt "paradicsommadár"-nak kezdték hívni. Homlokfalára kisebbített vörös DB-logó került.
Röviddel a sorozat forgalomból kivonása előtt a 103 233-3 mozdony a Roco modellgyártó cég megbízásából speciális festést kapott. Egy vasútbarát újságban, az Eisenbahn-Kurier-ban megjelent áprilisi tréfás képet, egy manipulált élénkvörös 103-ast valósítottak meg, amelyen a vörös mozdony az elején fehér csíkokkal, homlokfala közepén a DB-emblémával a legfrissebb DB-festési tervet képviselte, mindezt a Roco cég költségére, hiszen a DB ekkor már nem költött ezekre a mozdonyokra. A Roco akcióját a vezetőfülkék oldalán elhelyezett felirat hirdeti. Természetesen a Roco ezt a mozdonyt is kihozta modellben, és nagy sikerrel árusította.

## Lásd még
- Német mozdonyok és motorvonatok listája